# Dubkí (Rostov)
|  | Per a altres significats, vegeu «Dubkí». |

Dubkí (en rus: Дубки) és un poble (un possiólok) de l'óblast de Rostov, a Rússia, segons el cens rus del 2010 tenia 254 habitants. Pertany al districte de Zernograd.